# 球磨村立渡小学校

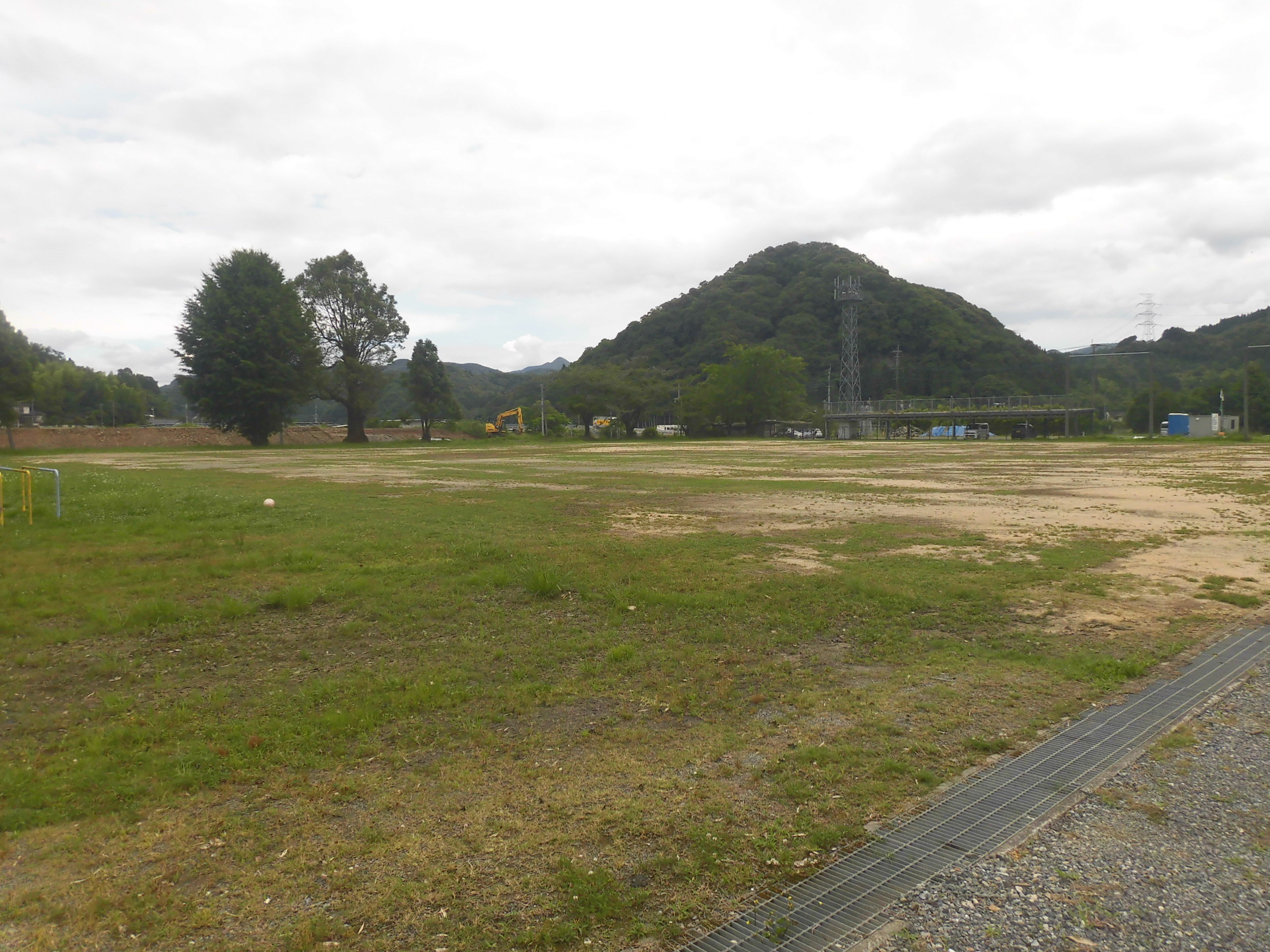
渡小学校跡

球磨村立渡小学校（くまそんりつ わたりしょうがっこう）は、かつて熊本県球磨郡球磨村大字渡乙にあった公立の小学校。
2024年（令和6年）3月末をもって閉校し、村内小学校2校（渡・一勝地）および中学校1校（球磨）の統合により、義務教育学校「球磨村立球磨清流学園」となった。

## 概要
歴史
1874年（明治7年）「小川小学校」として創立。2024年（令和6年）に閉校し、150年の歴史に幕を閉じた。
校章
桜の花弁を背景にして、中央に校名の「渡」の文字を配している。
校歌
作詞・作曲ともに犬童球渓による。歌詞は3番まであり、1番の歌詞中に校名の「渡」が登場する。
分校
- 立野分校（たての）- 2004年（平成16年）閉校
  - 最終所在地 - 熊本県球磨郡球磨村渡乙3526番地
（北緯32度16分17.8秒 東経130度42分21.7秒 / 北緯32.271611度 東経130.706028度）

- 内布分校（うちぬの）- 2004年（平成16年）閉校
  - 最終所在地 - 熊本県球磨郡球磨村渡甲38番地
（北緯32度15分11.7秒 東経130度43分51.4秒 / 北緯32.253250度 東経130.730944度）

## 沿革
- 1874年（明治7年）10月 - 渡村字小川の大島有楽氏宅に「小川小学校」が創立。
- 1875年（明治8年）11月 - 渡村字小川の相良家倉庫に移転。
- 1879年（明治12年）4月 - 渡村字小川に新築移転。中園分教場および立野分教場を設置。
- 1889年（明治22年）4月1日 - 町村制施行により、「渡村」が発足。
- 1892年（明治25年）- 「渡尋常小学校」に改称。
- 1908年（明治41年）4月 - 改正小学校令により、尋常科（義務教育年限）が4年制から6年制に改められる。尋常科5年を新設。
- 1909年（明治42年）4月 - 尋常科6年を新設。中園分教場が分離の上、中園尋常小学校[1]として独立。
- 1910年（明治43年） - 内布分教場を設置。
- 1915年（大正4年）4月1日 - 高等科を併置の上、「渡尋常高等小学校」に改称。
- 1935年（昭和10年）12月 - 最終所在地に移転。
- 1941年（昭和16年）4月1日 - 国民学校令により、「渡村渡東国民学校」に改称。尋常科を初等科に改める。
- 1947年（昭和22年）- 学制改革が行われる（六・三制の実施）。
  - 4月1日 - 国民学校初等科は、新制小学校「渡村立渡東小学校」に改組・改称。
  - 4月22日 - 国民学校高等科は、青年学校普通科とともに、新制中学校「渡村立渡中学校」に改組・改称。
- 1951年（昭和26年）11月 - 中学校校舎の完成により、中学校との併設を解消。
- 1954年（昭和29年）4月1日 -「球磨村立渡東小学校」に改称。
- 1961年（昭和36年）4月1日 - 「球磨村立渡小学校」（最終名）に改称。
- 1969年（昭和44年）10月 - プールが完成。
- 1970年（昭和45年）2月 - 新運動場が完成。
- 1974年（昭和49年）10月 - 創立100周年記念式典を挙行。
- 2004年（平成16年）3月31日 - 立野分校および内布分校を閉校。

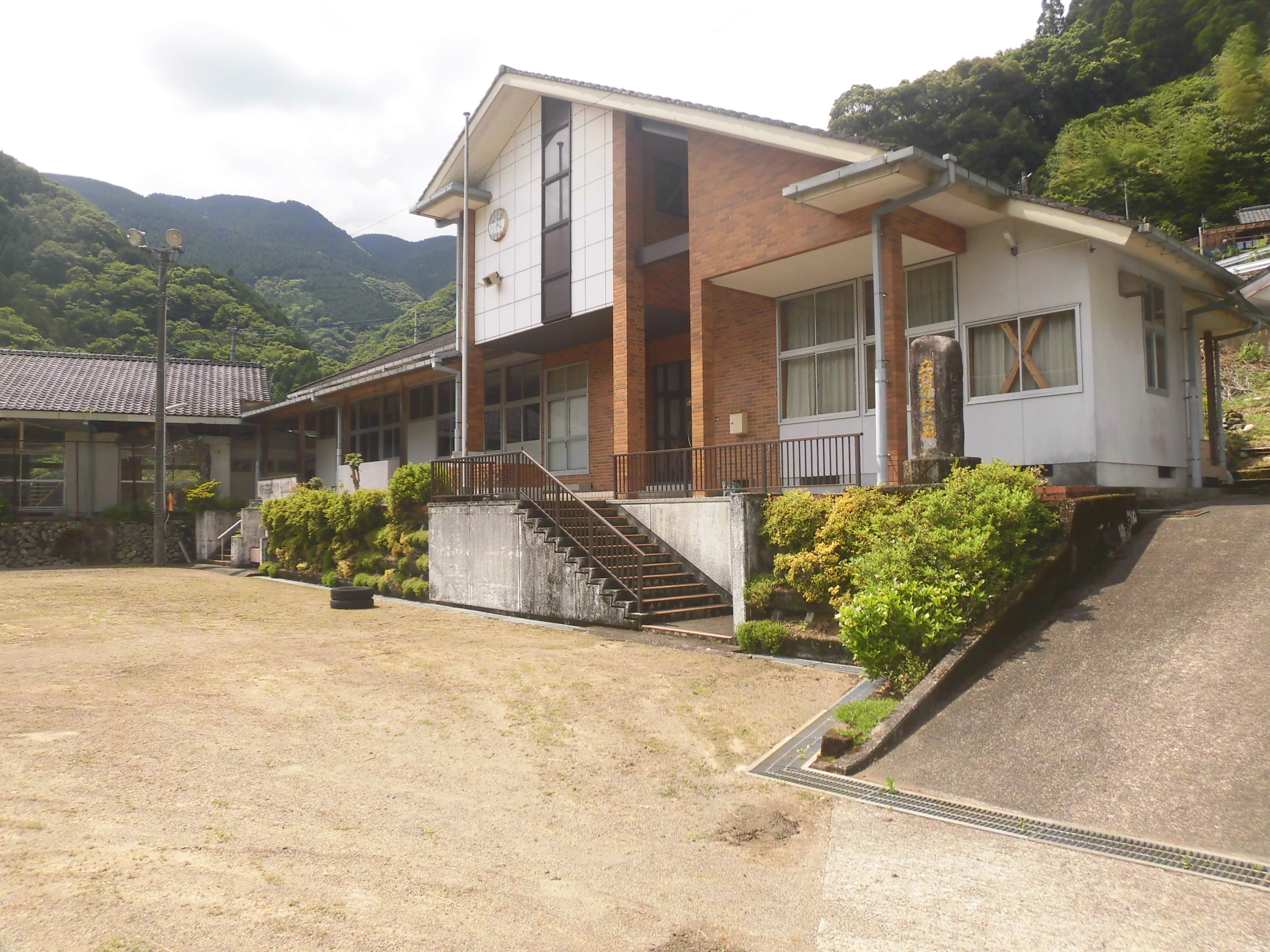
立野分校跡

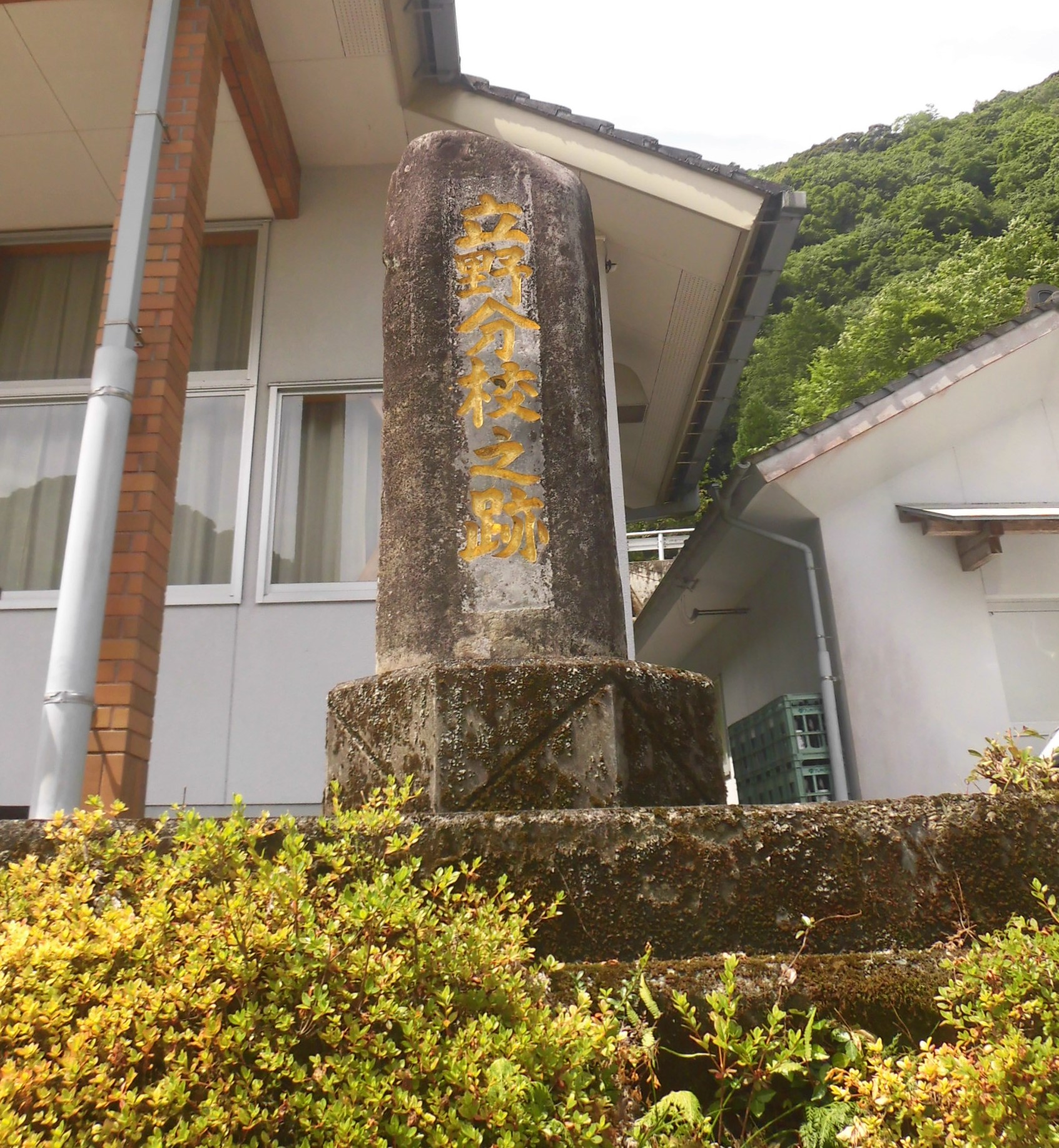
立野分校跡碑

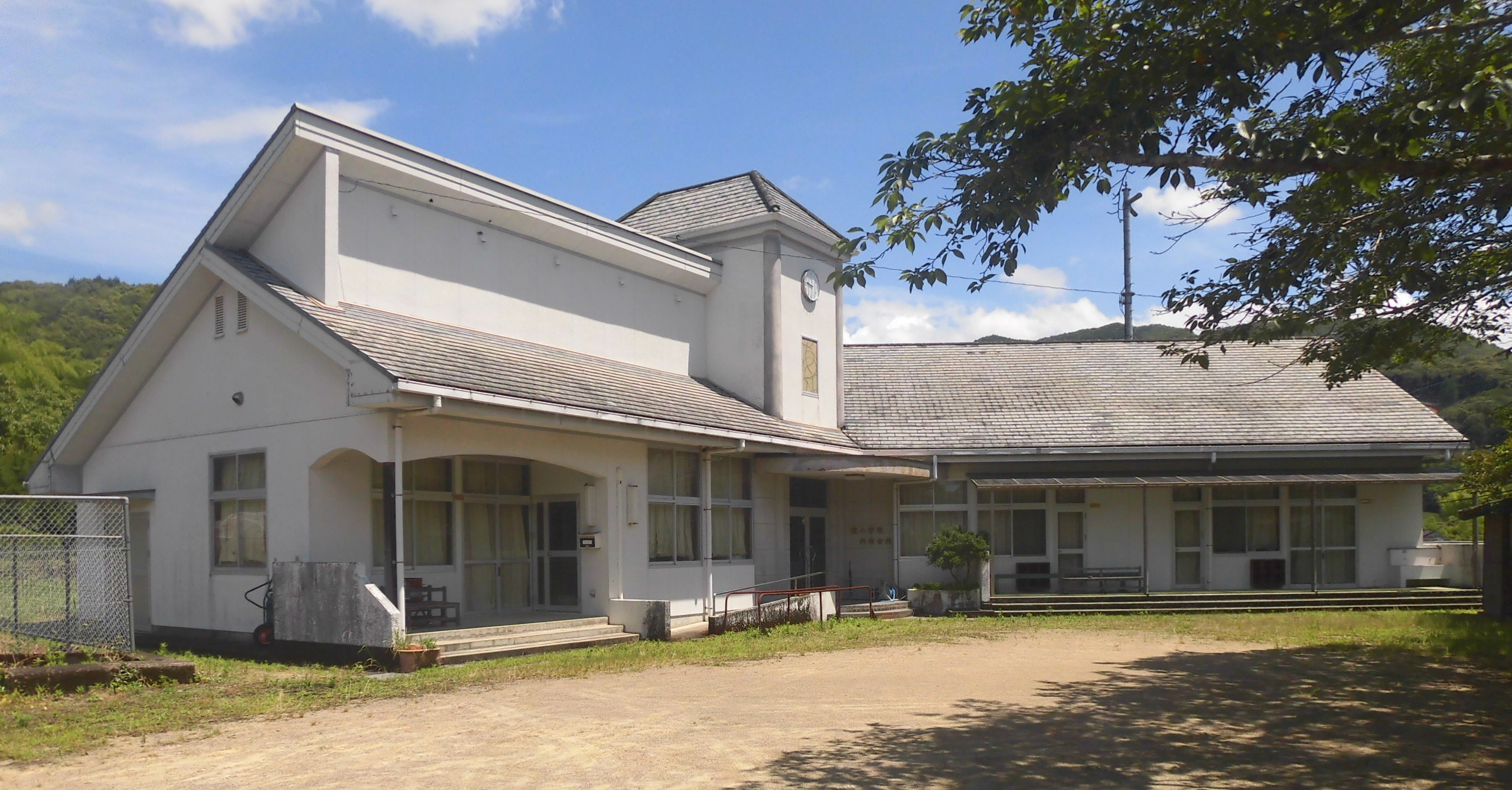
内布分校跡

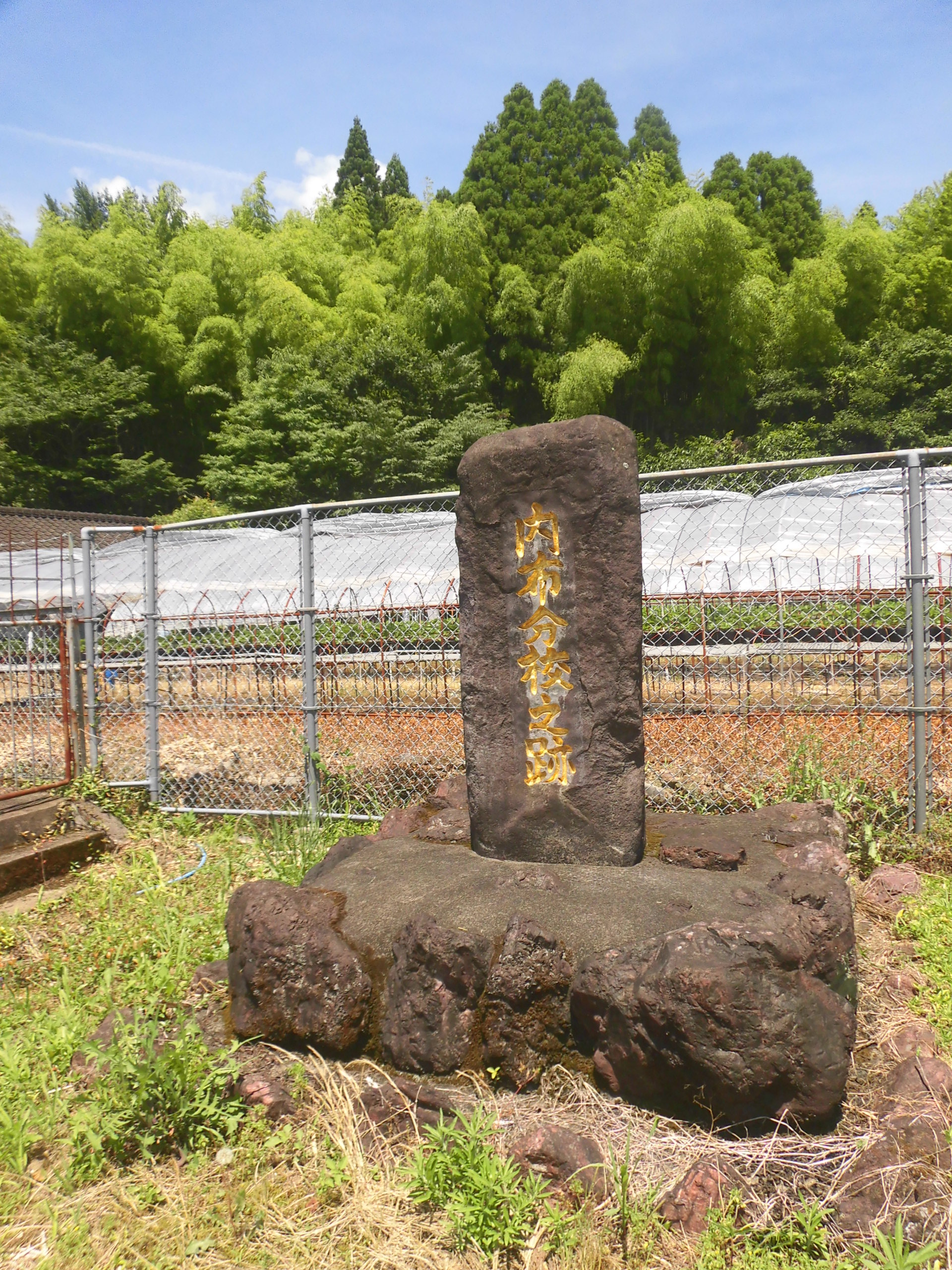
内布分校跡碑

- 2010年（平成22年）4月1日 - 球磨村立一勝地第二小学校（一部）および俣口分校を統合。
- 2020年（令和2年）7月 - 集中豪雨で球磨川が氾濫し、校舎・校地が多大な被害を受ける。校舎および体育館は1階部分がすべて浸水。体育館の床が濁流で持ち上がる。使用の継続が不可能となる。当面の間、一勝地小学校の運動場に仮設校舎を建設の上、移転。
- 2021年（令和3年）
  - 3月 - ピアノ復興式を挙行[2]。
  - 12月 - 球磨中学校の運動場に新設された仮設校舎に移転。
- 2023年（令和5年）2月 - 被災した校舎・体育館を解体。
- 2024年（令和6年）3月31日 - 球磨村立球磨清流学園への統合により閉校。
  - 旧校舎 - 熊本県球磨郡球磨村渡乙1836番地
（北緯32度14分25.4秒 東経130度41分36.6秒 / 北緯32.240389度 東経130.693500度）
  - 仮校舎 - 熊本県球磨郡球磨村大字一勝地丙123番地（球磨中学校敷地内）
（北緯32度14分50.0秒 東経130度38分48.5秒 / 北緯32.247222度 東経130.646806度）

## 交通アクセス
最寄りの鉄道駅
- JR九州 肥薩線「渡駅」

最寄りのバス停留所
- 九州産交バス 「渡小学校前」バス停

最寄りの幹線道路
- 国道219号

## 周辺
- 渡保育園
- 渡郵便局